# بروكن أرو
بروكن أرو (بالإنجليزية: Broken Arrow, Oklahoma)‏ هي مدينة تقع في مقاطعة تلسا، أوكلاهوما، مقاطعة واغونر، أوكلاهوما بولاية أوكلاهوما في الولايات المتحدة. تبلغ مساحة هذه المدينة 118.1 (كم²)، وترتفع عن سطح البحر 230 م، بلغ عدد سكانها 98850 نسمة في عام 2010 حسب إحصاء مكتب تعداد الولايات المتحدة.

## التركيبة السكانية
حدّد مكتب تعداد الولايات المتحدة بيانات التركيبة السكانية لبروكن أرو في تعداد الولايات المتحدة. في ما يلي، التركيبة السكانية حسب تعدادي 2000 و2010.

### تعداد عام 2000
بلغ عدد سكان بروكن أرو 74,859 نسمة بحسب تعداد عام 2000، وبلغ عدد الأسر 26,159 أسرة وعدد العائلات 21,167 عائلة مقيمة في المدينة. في حين سجلت الكثافة السكانية 462.7 نسمة لكل كيلومتر مربع (1,198.4/ميل2). وبلغ عدد الوحدات السكنية 27,085 وحدة بمتوسط كثافة قدره 167.4 لكل كيلومتر مربع (433.6/ميل2).
وتوزع التركيب العرقي للمدينة بنسبة 85.34% من البيض و3.73% من الأمريكيين الأفارقة و4.02% من الأمريكيين الأصليين و1.90% من الأمريكيين ذوي الأصول الآسيوية و0.05% من سكان جزر المحيط الهادئ و1.22% من الأعراق الأخرى و3.74% من عرقين مختلطين أو أكثر و3.56% من الهسبانيون أو اللاتينيون من أي عرق.
بلغ عدد الأسر 26,159 أسرة كانت نسبة 47.7% منها لديها أطفال تحت سن الثامنة عشر تعيش معهم، وبلغت نسبة الأزواج القاطنين مع بعضهم البعض 68% من أصل المجموع الكلي للأسر، ونسبة 9.7% من الأسر كان لديها معيلات من الإناث دون وجود شريك، بينما كانت نسبة 3.1% من الأسر لديها معيلون من الذكور دون وجود شريكة وكانت نسبة 19.1% من غير العائلات. تألفت نسبة 15.7% من أصل جميع الأسر من عدة أفراد يعيشون في نفس المنزل ونسبة 4.7% كانت تتألف من شخص يعيش بمفرده يبلغ من العمر 65 عاماً أو أكثر. وبلغ متوسط حجم الأسرة المعيشية 2.84، أما متوسط حجم العائلات فبلغ 3.18.
بلغ العمر الوسطي للسكان 33.3 عاماً. وكانت نسبة 30.8% من القاطنين تحت سن الثامنة عشر، وكانت نسبة 7.7% بين الثامنة عشر والرابعة والعشرين عاماً، ونسبة 32.3% كانت واقعةً في الفئة العمرية ما بين الخامسة والعشرين والرابعة والأربعين عاماً، ونسبة 21.6% كانت ما بين الخامسة والأربعين والرابعة والستين، ونسبة 6.9% كانت ضمن فئة الخامسة والستين عاماً فما فوق. يوجد لكل 100 أنثى 96.0 ذكر، ويوجد لكل 100 أنثى في الثامنة عشر من عمرها فما فوق 92.4 ذكر.
بلغ متوسط دخل الأسرة في المدينة 53,507 دولارًا، أما متوسط دخل العائلة فبلغ 58,891 دولارًا. وكان متوسط دخل الذكور 42,397 دولارًا مقابل 27,559 دولارًا للإناث. وسجل دخل الفرد الخاص بالمدينة 21,555 دولارًا. وكانت نسبة 3.4% من العائلات ونسبة 4.5% من السكان تحت خط الفقر، وكان من هؤلاء نسبة 5.4% تحت سن الثامنة عشر ونسبة 6.9% في الخامسة والستين من العمر وما فوق.

### تعداد عام 2010
بلغ عدد سكان بروكن أرو 98,850 نسمة بحسب تعداد عام 2010، وبلغ عدد الأسر 36,141 أسرة وعدد العائلات 27,614 عائلة مقيمة في المدينة. في حين سجلت الكثافة السكانية 611 نسمة لكل كيلومتر مربع (1,582.5/ميل2). وبلغ عدد الوحدات السكنية 38,013 وحدة بمتوسط كثافة قدره 235 لكل كيلومتر مربع (608.6/ميل2).
وتوزع التركيب العرقي للمدينة بنسبة 79.26% من البيض و4.33% من الأمريكيين الأفارقة و5.16% من الأمريكيين الأصليين و3.63% من الأمريكيين ذوي الأصول الآسيوية و0.05% من سكان جزر المحيط الهادئ و2.19% من الأعراق الأخرى و5.40% من عرقين مختلطين أو أكثر و6.45% من الهسبانيون أو اللاتينيون من أي عرق.
بلغ عدد الأسر 36,141 أسرة كانت نسبة 39.9% منها لديها أطفال تحت سن الثامنة عشر تعيش معهم، وبلغت نسبة الأزواج القاطنين مع بعضهم البعض 61.5% من أصل المجموع الكلي للأسر، ونسبة 10.3% من الأسر كان لديها معيلات من الإناث دون وجود شريك، بينما كانت نسبة 4.5% من الأسر لديها معيلون من الذكور دون وجود شريكة وكانت نسبة 23.6% من غير العائلات. تألفت نسبة 19.2% من أصل جميع الأسر من عدة أفراد يعيشون في نفس المنزل ونسبة 6.3% كانت تتألف من شخص يعيش بمفرده يبلغ من العمر 65 عاماً أو أكثر. وبلغ متوسط حجم الأسرة المعيشية 2.72، أما متوسط حجم العائلات فبلغ 3.11.
بلغ العمر الوسطي للسكان 35.7 عاماً. وكانت نسبة 27.4% من القاطنين تحت سن الثامنة عشر، وكانت نسبة 7.9% بين الثامنة عشر والرابعة والعشرين عاماً، ونسبة 27.9% كانت واقعةً في الفئة العمرية ما بين الخامسة والعشرين والرابعة والأربعين عاماً، ونسبة 26.4% كانت ما بين الخامسة والأربعين والرابعة والستين، ونسبة 10.4% كانت ضمن فئة الخامسة والستين عاماً فما فوق. وتوزع التركيب الجنسي للسكان بنسبة 48.6% ذكور و51.4% إناث.

## أعلام
- جو فريزر
- برايس تايلور
- آلفين بيلي
- فيل فاراند
- إرنست تشايلدرز
- ستيف هاريس
- رالف بلين
- ر. أي. لافتري
- مارغريت تشيرشل
- ألبرتو ريفيرا

## وصلات خارجية
- www.brokenarrowok.gov
- The US50 - Cities and Towns in Oklahoma State